# Tsarevo (huyện)
Tsarevo là một huyện thuộc tỉnh Burgas, Bungaria. Dân số thời điểm năm 2001 là 10229 người.